# Robert Sommer (Verwaltungsjurist)
Friedrich Ludwig Robert Sommer (* 16. April 1883 in Volkmaritz; † 31. August 1956 in Bad Kreuznach) war ein deutscher Verwaltungsjurist und Regierungspräsident von Merseburg.

## Leben
Nachdem er auf dem Gymnasium Dessau das Abitur bestanden hatte, studierte Sommer Jura und Volkswirtschaft an den Universitäten Freiburg, Berlin und Halle. Während seines Studiums wurde er 1901 Mitglied der Freiburger Burschenschaft Alemannia. Er wurde 1904 Gerichtsreferendar und 1909 Gerichtsassessor. Am 8. Oktober 1910 legte er die große Staatsprüfung ab. 1914 kam er als Regierungsassessor zur Preußischen Staatseisenbahnverwaltung. Ab 1917 war Sommer als Regierungsrat bei der Polizeidirektion Saarbrücken beschäftigt.
Im Ersten Weltkrieg diente er als Offizier in einem Artillerieregiment an der Westfront und erhielt das Eiserne Kreuz I. und II. Klasse.
Ab 1919 war er als Hilfsarbeiter im preußischen Ministerium für Öffentliche Arbeiten, wurde 1920 dann Mitglied der Eisenbahndirektion Magdeburg und Referent im Reichsverkehrsministerium. Ab 1921 war er als Hilfsarbeiter im preußischen Handelsministerium, zuletzt als Ministerialrat, tätig. Während der Weimarer Republik war er Mitglied der DVP, ab 1. Mai 1933 der NSDAP. Im NSKK erreichte er den Rang eines Obersturmführers. 
Von 1923 bis 1932 war er stellvertretender Bevollmächtigter Preußens zum Reichsrat.
Im Zuge der Absetzung der preußischen Staatsregierung Braun-Severing (Preußenschlag) wurde er anfangs noch vertretungsweise mit Wirkung vom 1. November 1932 durch das Kabinett Papen zum Regierungspräsidenten des Regierungsbezirks Merseburg ernannt. Im Jahr 1943 wurde er zur Disposition gestellt.
Am 1. August 1945 übernahm er die Leitung der Abteilung Finanzen der Provinzialverwaltung der Provinz Sachsen und war zwischenzeitlich Oberbürgermeister von Merseburg. Im Juni 1946 wurde er endgültig pensioniert.
Sommer war auch Mitglied des Verwaltungsrates der Deutschen Reichspost.